# La Barque solaire
Pour les articles homonymes, voir Barque solaire (homonymie).
La Barque solaire est un poème symphonique pour orgue et orchestre de Thierry Escaich composé au printemps 2008 et inspiré par la barque solaire de la mythologie égyptienne et le Livre des morts des Anciens Égyptiens.
L'œuvre a été créée le 11 octobre 2008 au Konzerthaus de Berlin, par Thierry Escaich (orgue) et l’Orchestre du Konzerthaus de Berlin, sous la direction de Lothar Zagrosek. La création française a eu lieu le 23 avril 2009 à l'auditorium Maurice-Ravel de Lyon, par le compositeur à l'orgue et l'Orchestre national de  Lyon sous la direction de Jun Märkl.
La Barque solaire est une commande du Konzerthaus de Berlin dans le cadre d’un cycle célébrant le centenaire de la naissance d’Olivier Messiaen. Elle est éditée chez Gérard Billaudot.

## Structure
La Barque solaire est en un seul mouvement. Sa durée est de quinze minutes environ.

## Orchestration
La Barque solaire est écrite pour orgue solo et orchestre symphonique. 
| Instrumentation de La Barque solaire |
| Cordes |
| premiers violons, seconds violons, altos, violoncelles, contrebasses |
| Bois |
| 3 flûtes (la 2e jouant le piccolo piccolo, la 3e jouant la flûte en sol), 3 hautbois, 2 clarinettes en si b, 1 clarinette basse, 2 bassons, 1 contrebasson |
| Cuivres |
| 4 cors, 3 trompettes, 3 trombones (alto, ténor, basse), tuba |
| Percussions |
| 2 timbales, 3 percussionnistes percussion 1 : cymbale aiguë (cloutée) – cymbale médium (avec balai) – cymbale médium (cloutée) – cymbale grave – cloches tubulaires – tam-tam medium – tam-tam grave – triangle – fouet – 6 wood-blocks percussion 2 : cymbale médium (cloutée) – caisse claire – cloches tubulaires – tam-tam medium – tam-tam grave – triangle – fouet percussion 3 : vibraphone (avec archet) – marimba – xylophone – tam-tam medium – tam-tam grave – 6 wood-blocks |
| Autres |
| célesta, harpe |

## Discographie
L'œuvre a été enregistrée chez Accord/Universal par le compositeur à l'orgue et l'Orchestre national de Lyon sous la direction de Jun Märkl. Le disque est paru en mai 2011.